# Liber (gud)

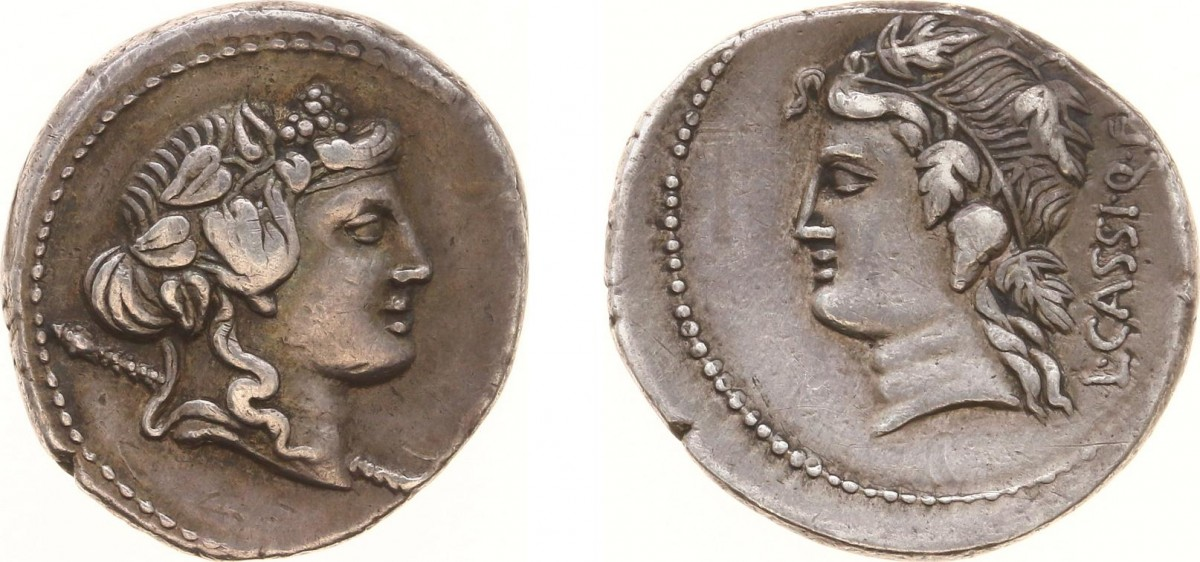
Romersk denarius med avbildning av Liber och Libera

Liber (latin för "fri") är i romersk mytologi vinets och vinodlingens gud. Liber anses vanligen betyda fri, och han identifierades med tiden med Bacchus/Dionysos. Liberalia kallas en åt honom ägnad festival som inföll 17 mars och högtidlighölls i synnerhet av lantfolket.
Liber hade en hustru som hette Libera. Hon förblandades ofta med Proserpina (Persefone), Ariadne och ibland även med Venus eftersom hon inte bara var en växtlighetens utan även en fruktsamhetens gudinna. Liber och Libera dyrkades tillsammans med Ceres. I Rom grundades ett tempel, Ceres, Libers och Liberas helgedom, år 496 f.Kr. 